# Nazionale olimpica di calcio dell'Unione Sovietica
La nazionale olimpica sovietica di calcio è stata la rappresentativa calcistica dell'Unione Sovietica che rappresentava l'omonimo Stato ai giochi olimpici. Vinse l'oro alle olimpiadi del 1956 ed a quelle del 1988.

## Storia
L'Unione Sovietica fece il suo debutto alle Olimpiadi nell'edizione di Helsinki 1952, il torneo olimpico fu anche la prima competizione ufficiale disputata dai sovietici; nel turno preliminare batterono 2-1 la Bulgaria e al secondo turno affrontarono la Jugoslavia. In svantaggio per 5-1 a 15 minuti dalla fine, i sovietici riuscirono a pareggiare 5-5 ma nella ripetizione dell'incontro si imposero gli jugoslavi per 3-1.

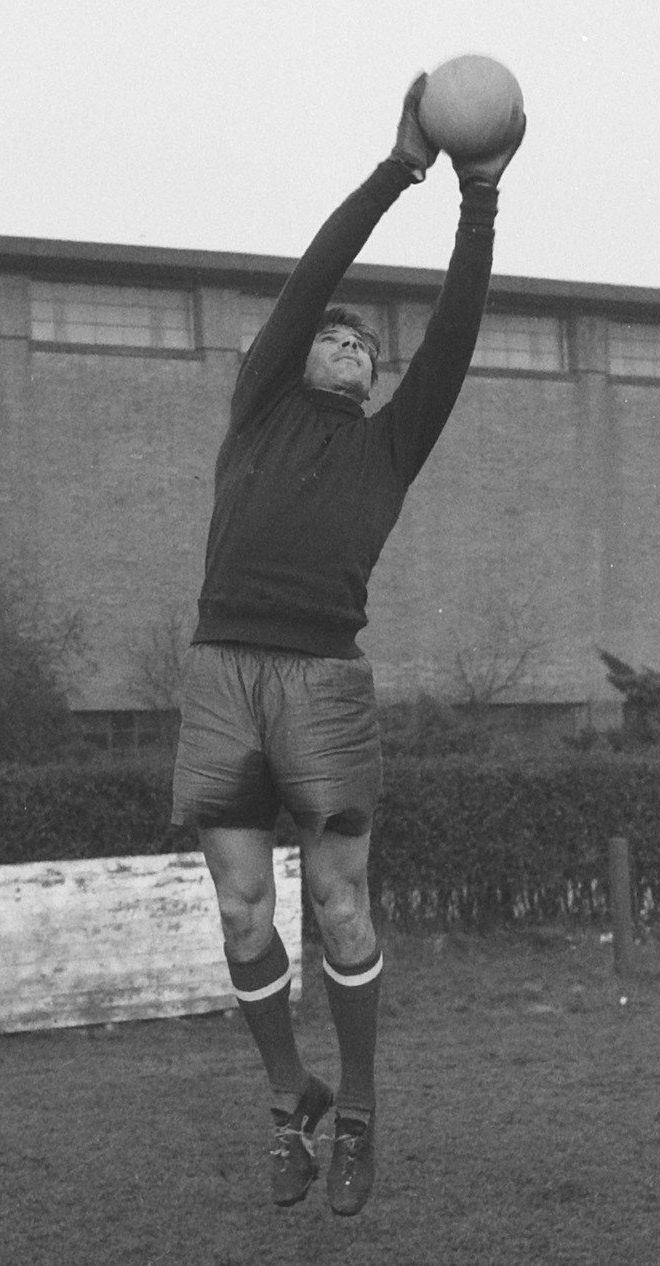
Lev Yashin

All'Olimpiade di Melbourne 1956 arrivò il primo grande trionfo del calcio sovietico. Al primo turno la Nazionale eliminò la rappresentativa della Germania unificata vincendo 2-1, nei quarti pareggiò 0-0 con l'Indonesia, vincendo la ripetizione 2 giorni dopo per 4-0, in semifinale batté in rimonta per 2-1 ai supplementari la Bulgaria e si laureò campione olimpica sconfiggendo per 1-0 la Jugoslavia l'8 dicembre 1956. Il successo fu facilitato dal fatto che i sovietici, al pari delle altre Nazionali del blocco orientale, poterono schierare i loro miglior giocatori, sostenuti dallo Stato ma formalmente dilettanti, mentre le Nazionali dei Paesi dove il calcio era professionistico non si presentarono o schierarono veri dilettanti. Nel 1960 venne introdotta la regola con cui fu vietata la partecipazione al torneo olimpico ai giocatori che avevano già rappresentato il proprio Paese ai Campionati del Mondo. La situazione non cambiò, nei Paesi dell'Europa Orientale anche questi atleti erano de facto dei professionisti e il loro livello tecnico era superiore a quello dei dilettanti delle altre Nazionali. Nel 1984 sarebbe stato introdotto il professionismo alle Olimpiadi con nuove regole a cui tutte le Nazionali olimpiche si adeguarono.
Il torneo olimpico di Melbourne rivelò al mondo la bravura del ventisettenne portiere russo Lev Yashin, che difese la porta della Nazionale maggiore fino al 1967 e che fu votato miglior portiere del XX secolo, oltre ad essere tuttora l'unico portiere ad essersi aggiudicato il Pallone d'oro, che vinse nel 1963. Altri campioni che contribuirono al successo furono Igor' Netto, Ėduard Strel'cov, Viktor Ponedel'nik e Valentin Ivanov, commissario tecnico fu il russo Gavriil Kačalin.
Nel 1960 vi fu la delusione per l'eliminazione a sorpresa nelle qualificazioni per le Olimpiadi romane. Secondo le nuove norme introdotte, fu la prima vera rappresentativa olimpica sovietica, con l'esclusione dei giocatori che avevano partecipato ai Mondiali di Svezia 1958, e vide schierati comunque giocatori di alto livello. Fu però sorteggiata in un gruppo con Romania e Bulgaria, che adottarono la stessa soluzione, e venne eliminata classificandosi seconda dietro alla Bulgaria. Fu quindi eliminata anche nelle qualificazioni per le Olimpiadi di Tokyo 1964 dopo lo spareggio perso 4-1 contro la Germania Est. La terza eliminazione consecutiva giunse con la sconfitta in entrambi i confronti con la Cecoslovacchia nelle qualificazioni per le Olimpiadi di Città del Messico 1968.

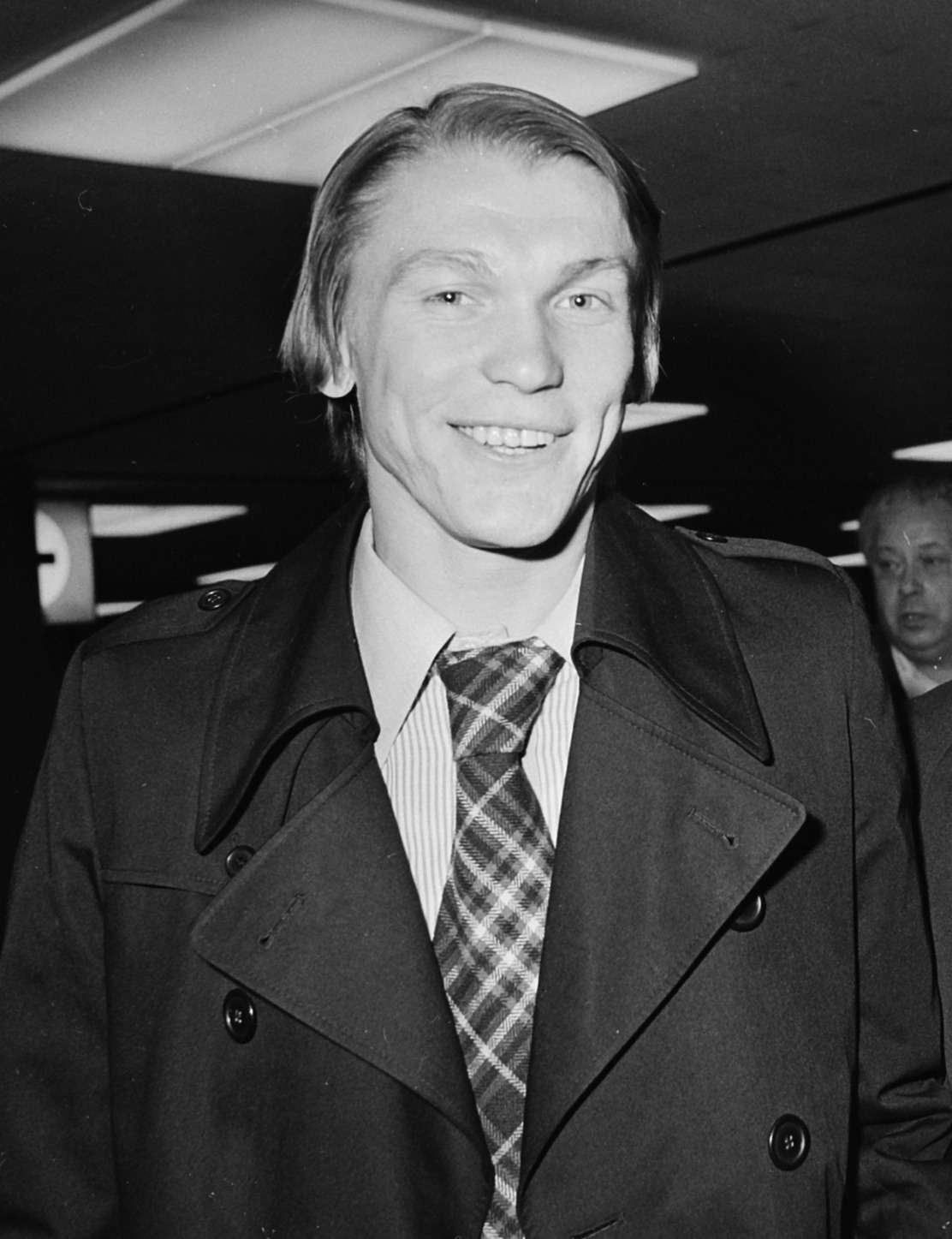
Oleh Blochin nel 1977

La serie negativa si interruppe con la qualificazione per i Giochi di Monaco 1972; nella fase finale l'Unione Sovietica superò il girone iniziale con tre vittorie ma fu sconfitta dalla Polonia nel successivo girone che dava l'accesso alla finale, finendo seconda dietro ai polacchi che vinsero poi l'oro contro l'Ungheria. I sovietici si consolarono con il bronzo a pari merito con la Germania Est, con cui pareggiarono 2-2 l'incontro valido per il terzo posto. La selezione fu guidata dal tecnico Aleksandr Ponomarëv, che quello stesso anno con la Nazionale maggiore perse la finale degli Europei contro la Germania Ovest. Nel torneo olimpico si mise in luce il diciannovenne ucraino Oleh Blochin segnando 6 reti e finendo terzo nella classifica cannonieri; negli anni successivi sarebbe diventato uno dei più grandi giocatori sovietici di tutti i tempi e avrebbe vinto il Pallone d'oro 1975.
I sovietici si aggiudicarono il bronzo anche alle Olimpiadi di Montreal 1976. Vinsero il primo girone davanti alla Corea del Nord e nei quarti di finale superarono l'Iran per 2-1; con lo stesso punteggio furono battuti dalla Germania Est in semifinale e nella finalina per il terzo posto vinsero 2-0 contro il Brasile. Sulla panchina siedeva Valerij Lobanovs'kyj, il tecnico della grande Dinamo Kiev che da qualche anno aveva iniziato a dominare il campionato sovietico e ad essere la principale fornitrice di giocatori alle nazionali. 

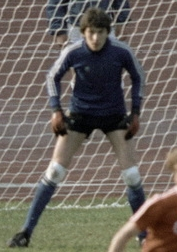
Dasaev alle Olimpiadi di Mosca

Le successive Olimpiadi si svolsero a Mosca nel 1980, e le aspettative di vittoria erano grandi anche per il boicottaggio dei Giochi di gran parte dei Paesi Occidentali in segno di protesta per l'invasione sovietica dell'Afghanistan. La Nazionale si impose nettamente nel proprio girone con 3 vittorie, 15 gol fatti e 1 subito; nei quarti sconfisse 2-1 il Kuwait ma in semifinale fu nuovamente battuta dalla Germania Orientale, questa volta per 1-0. Il terzo bronzo consecutivo arrivò battendo la Jugoslavia per 2-0, ma questa volta fu considerato un disastro soprattutto dal regime, che per la delusione non riservò ai giocatori gli onori concessi ad altri medagliati sovietici, in particolare il presidente Gorbacev si rifiutò di riceverli. Nel torneo emerse comunque Rinat Dasaev, un altro dei grandi portieri della tradizione russa, che sarebbe diventato uno dei punti di forza della Nazionale maggiore. I sovietici ricambiarono il boicottaggio statunitense rifiutandosi di partecipare alle Los Angeles 1984, le prime a cui furono ammessi i calciatori professionisti con l'esclusione di quelli che avevano partecipato a un Mondiale. La squadra era comunque stata ammessa vincendo il gruppo di qualificazione grazie alla migliore differenza reti rispetto all'Ungheria.

Mychajlyčenko nel 1990

Fu così eliminato lo squilibrio tra i Paesi del blocco orientale e quelli dove il professionismo era formalmente riconosciuto. Molti si aspettavano che in questo modo il predominio degli europei orientali sarebbe finito, giunse quindi a sorpresa il nuovo trionfo sovietico alle Olimpiadi di Seul 1988. Dopo aver vinto il girone iniziale davanti all'Argentina, l'Olimpica sovietica batté 3-0 nei quarti l'Australia e 3-2 dopo i tempi supplementari l'Italia di Tacconi, Ferrara e Virdis. Anche nella finale furono necessari i supplementari dopo l'1-1 al 90º contro il Brasile, che schierava Taffarel, Romário e Bebeto. Risolse la partita il gol del definitivo 2-1 al 106º di Jurij Savičev, che consegnò la medaglia d'oro ai sovietici. Tra i giocatori più rappresentativi del successo vi furono Dobrovol'skij e soprattutto Mychajlyčenko, che tre mesi prima si era laureato vicecampione europeo con la Nazionale maggiore. Il commissario tecnico era la vecchia stella della Dinamo Kiev Anatolij Byšovec.
Negli anni successivi, il regime sovietico attraversò la grave crisi che portò allo scioglimento dello Stato il 26 dicembre 1991 e alla conseguente fine dello sport sovietico. Per le Olimpiadi del 1992 a Barcellona la selezione sovietica non riuscì comunque a qualificarsi; per la manifestazione fu introdotta la regola che i giocatori dovevano essere Under 23 più 3 fuoriquota e si qualificarono le migliori squadre dell'Europeo Under 21. I sovietici, campioni uscenti, furono eliminati, finendo terzi nel gruppo vinto dall'Italia; l'ultimo incontro ufficiale dell'Olimpica fu il pareggio per 1-1 contro l'Italia a Simferopol il 16 ottobre 1991.

## Statistiche dettagliate sui tornei internazionali

### Giochi olimpici
| Anno | Luogo             | Piazzamento      | V | N | P | Gol  |
| ---- | ----------------- | ---------------- | - | - | - | ---- |
| 1952 | Helsinki          | Ottavi di finale | 1 | 1 | 1 | 8:9  |
| 1956 | Melbourne         | Oro              | 4 | 1 | 0 | 9:2  |
| 1960 | Roma              | Non qualificata  | - | - | - | -    |
| 1964 | Tokyo             | Non qualificata  | - | - | - | -    |
| 1968 | Città del Messico | Non qualificata  | - | - | - | -    |
| 1972 | Monaco di Baviera | Bronzo           | 5 | 1 | 1 | 17:6 |
| 1976 | Montréal          | Bronzo           | 4 | 0 | 1 | 10:4 |
| 1980 | Mosca             | Bronzo           | 5 | 0 | 1 | 19:3 |
| 1984 | Los Angeles       | Ritirata         | - | - | - | -    |
| 1988 | Seul              | Oro              | 5 | 1 | 0 | 14:6 |
| 1992 | Barcellona        | Non qualificata  | - | - | - | -    |

## Palmarès

### Tornei Internazionali
- Torneo Olimpico di calcio: 2

1956, 1988

## Tutte le rose

### Giochi olimpici
Calcio ai Giochi Olimpici Estivi 19521 Ivanov, 2 Križevskij, 3 Bašaškin, 4 Nyrkov, 5 Netto, 6 Petrov, 7 Trofimov, 8 Nikolaev, 9 Bobrov, 10 Marjutin, 11 Il'in, 12 Nikanorov, 13 Gómez, 14 Zjablikov, 15 Antadze, 16 Tenjagin, 17 Beskov, 18 Gogoberidze, 19 Čkuaseli, 20 Margania, CT: Arkad'ev
Calcio ai Giochi Olimpici Estivi 19561 Jašin, 2 Razinskij, 3 Tiščenko, 4 Bašaškin, 5 Ogon'kov, 6 Kuznecov, 7 Paramonov, 8 Netto, 9 Maslënkin, 10 Beca, 11 Tatušin, 12 Isaev, 13 Simonjan, 14 Sal'nikov, 15 Il'in, 16 Ivanov, 17 Strel'cov, 18 Ryžkin, 19 Beljaev, 20 Porchunov, CT: Kačalin
Calcio ai Giochi Olimpici Estivi 19721 Rudakov, 2 Istomin, 3 Khurtsilava, 4 Lovčev, 5 Kaplyčnyj, 6 Kolotov, 7 Onyščenko, 8 Semenov, 9 Jakubik, 10 Kuksov, 11 Evrjužichin, 12 Dzodzuashvili, 13 Ol'šanskij, 14 Zanazanyan, 15 Andreasyan, 16 Szabó, 17 Pil'guj, 18 Jelisjejev, 19 Blochin, CT: Ponomarëv
Calcio ai Giochi Olimpici Estivi 19761 Astapovskij, 2 Kon'kov, 3 Matvijenko, 4 Fomenko, 5 Reško, 6 Troškin, 7 Q'ipiani, 8 Onyščenko, 9 Kolotov, 10 Veremjejev, 11 Blochin, 12 Burjak, 13 Fëdorov, 14 Minaev, 15 Zvjagincev, 16 Nazarenko, 17 Prochorov, CT: Lobanovs'kyj
Calcio ai Giochi Olimpici Estivi 19801 Dasaev, 2 Sulakvelidze, 3 Chivadze, 4 Chidijatullin, 5 Romancev, 6 Šavlo, 7 Andrjejev, 8 Bezsonov, 9 Gavrilov, 10 Čerenkov, 11 Gazzaev, 12 Pil'guj, 13 Baltača, 14 Nikulin, 15 Hovhannisyan, 16 Prakapenka, 17 Chelebadze, CT: Beskov
Calcio ai Giochi Olimpici Estivi 19881 Charin, 2 Ketashvili, 3 Skljarov, 4 Čerednyk, 5 Janonis, 6 Tiščenko, 7 Kuznecov, 8 Ponomarëv, 9 Borodjuk, 10 Dobrovol'skij, 11 Ljutyj, 12 Jarovenko, 13 Fokin, 14 Tatarčuk, 15 Michajličenko, 16 Prudnikov, 17 Losev, 18 Harlukovič, 19 Savičev, 20 Narbekovas, CT: Byšovec